# شونو
سون هیون وو (کره‌ای: 손현우؛ زادهٔ ۱۸ ژوئن ۱۹۹۲) که بیشتر با نام هنری شونو (انگلیسی: 손현우) شناخته می‌شود، خواننده و رقصنده اهل کره جنوبی است. او لیدر گروه پسرانهٔ کره جنوبی مونستااکس است که در سال ۲۰۱۵ و از طریق برنامه واقع‌نمای شبکه ام‌نت به نام نو. مرسی زیر نظر استارشیپ انترتینمنت شکل گرفت.

## اوایل زندگی
شونو زادهٔ سئول، کره جنوبی در ۱۸ ژوئن ۱۹۹۲ است.
شونو در سال ۲۰۰۹، پس از قبولی در ادیشن جی‌وای‌پی انترتینمنت و کسب جایگاه اول، به مدت دو سال کارآموز جی‌وای‌پی بود. او به دلیل اینکه جی‌وای‌پی، کمپانی خواننده رین بود، در ادیشن آن شرکت کرد زیرا رین الهام بخش رؤیای شونو به عنوان یک آیدل بود. با اینکه او به خاطر رقص قدرتمندش در این کمپانی مورد تحسین قرار می‌گرفت اما به علت «تعارض با این کمپانی» و «احساس رکود»، جی‌وای‌پی را ترک کرد.

## زندگی شخصی
شونو در ۲۲ ژوئیه ۲۰۲۱ برای خدمت سربازی نام‌نویسی کرد. او به دلیل عمل جراحی چشمش، به عنوان کارمند خدمات عمومی خدمت خواهد کرد.